# Ordinariato militare in Nuova Zelanda
L'ordinariato militare in Nuova Zelanda è un ordinariato militare della Chiesa cattolica per la Nuova Zelanda. È retto dall'arcivescovo Paul Gerard Martin, S.M.

## Territorio
Sede dell'ordinariato è la città di Wellington.

## Storia
Il vicariato castrense di Nuova Zelanda fu eretto il 28 ottobre 1976.
Il 21 aprile 1986 il vicariato castrense è stato elevato a ordinariato militare con la bolla Spirituali militum curae di papa Giovanni Paolo II.

## Cronotassi dei vescovi
Si omettono i periodi di sede vacante non superiori ai 2 anni o non storicamente accertati.
- Owen Noel Snedden † (28 ottobre 1976 - 17 aprile 1981 deceduto)
- Edward Russell Gaines † (19 giugno 1981 - 6 settembre 1994 deceduto)
- Thomas Stafford Williams † (1º giugno 1995 - 1º aprile 2005 ritirato)
- John Atcherley Dew (1º aprile 2005 - 27 maggio 2023 ritirato)
- Paul Gerard Martin, S.M., dal 27 maggio 2023

## Statistiche
| anno | presbiteri | presbiteri | presbiteri | diaconi | religiosi | religiosi | parrocchie |
| anno | totale     | secolari   | regolari   | diaconi | uomini    | donne     | parrocchie |
| ---- | ---------- | ---------- | ---------- | ------- | --------- | --------- | ---------- |
| 1990 | 17         |            |            |         |           |           |            |
| 1999 | 9          | 6          | 3          |         | 3         |           |            |
| 2000 | 6          | 5          | 1          |         | 1         |           |            |
| 2001 | 6          | 5          | 1          |         | 1         |           |            |
| 2002 | 7          | 6          | 1          |         | 1         |           |            |
| 2003 | 6          | 6          |            |         |           |           |            |
| 2004 | 6          | 6          |            |         |           |           |            |
| 2016 | 12         | 12         |            |         |           |           |            |
| 2019 |            |            |            |         |           |           |            |
| 2021 |            |            |            |         |           |           |            |